# Sate
Sate, também conhecido como Shat ou Sat, foi um general dos cazares (talvez goturcos) que esteve ativo no século VII na terceira guerra turco-persa.

## Vida

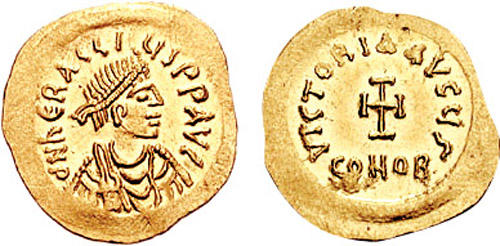
Tremisse do imperador Heráclio r.

Sate era filho de Ziebel e sobrinho do grão-cã dos cazares. Invadiu a Albânia e Azerbaijão no começo de 627, em cumprimento das promessas de seu tio ao imperador Heráclio (r. 610–641). De seu acampamento no Araxes, enviou mensagens ao xá Cosroes II (r. 590–628) nas quais exigiu a devolução dos territórios tomados dos bizantinos. Em final de 627 ou 628, invade com seu pai a Ibéria de Estêvão I (r. 590–627), tomando a capital Tiflis, e subjuga a Albânia.
O marzobã Sema Ustnas (Gusnas?) se recusou a responder seu chamado para negociar e o católico Viro se apresentou em seu campo em Otena. Eles chegaram a um acordo, o que não impede Sate de declarar-se senhor da Albânia e Chor. No ano seguinte, cobra um imposto dos percadores dos rios Ciro e Araxes e também de mercadores, imposto fixado "segundo o levantamento fundiário do Reino da Pérsia" e foi pago em moedas de prata.